# Shut Up (Move On)
Shut Up (Move On) è il quarto (e ultimo) singolo della cantante britannica Connie Talbot, il primo (e unico) della sua adolescenza, pubblicato dalla Evolution Music Group (catalogo EVSA351iDS) il 19 febbraio del 2016.
Il brano, scritto da Connie Talbot assieme a Bradley Mair e Mark Eldridge, anticipa l'album Matters to Me; di cui diventerà la traccia di apertura.

## Tracce
1. Shut Up (Move On) – 3:22